# Holocoeliella debaucheella
Holocoeliella debaucheella är en stekelart som först beskrevs av Lars Huggert 1976.  Holocoeliella debaucheella ingår i släktet Holocoeliella och familjen gallmyggesteklar. Inga underarter finns listade i Catalogue of Life.